# Второканонічні книги
Вторинно-канонічні книги (також Девтероканонічні книги від Deuterokanon — з грецької — дейтерос = другий) — позначення ряду книг Старого Завіту признаних католицькою церквою його канонічною складовою частиною. Текст цих книг написаний єврейською мовою не був відомий при створенні канону, але вони були включені у Септуаґінту. У православній церкві ці книги включаються у видання Святого Письма, вважаються корисними для читання, але позначаються зірочкою і називаються «неканонічними». У юдаїзмі та протестантстві їх вважають апокрифами.

## Походження визначення
Позначення вторинно-канонічні книги (прийняті другими до канону) та протоканонічні книги (прийняті першими до канону) вперше використані католицьким богословом Сикстом Сієнським у 1566 році на Тридентському соборі. Він використав ці позначення у своїй праці Bibliotheca Sancta (Венеція 1566). Оскільки до четвертого століття були сумніви у канонічності певних книг то у канон входили спершу протоканонічні книги а у IV столітті до канону вже увійшли і вторинно-канонічні книги — книги для яких не збереглося оригіналу написаного єврейською мовою.

## Старий заповіт
- Друга книга Ездри
- Книга Товита
- Юдити
- Мудрости
- Сираха
- Лист Єремії
- Варуха
- Перша книга Макавеїв
- Друга книга Макавеїв
- фрагменти додатку до Книги пророка Даниїла
- додаток до Книги Естер
- Молитва Манассії (rus[ru])

## Второканонічні книги Нового Заповіту
- Послання до Євреїв
- 2 Петра
- 2-ге послання Івана
- 3-тє послання Івана
- Послання Якова
- Послання Юди
- Об'явлення.